# Диминик
Диминик (на гръцки: Πέτρα, Πετράδες в превод съответно Скала и Скали) е ниска планина в Костурско, Западна Македония, Гърция.

## Описание
Планината е разположена в централната част на Костурско, над югозападния бряг на Костурското езеро и град Костур, които са на 620 m надморска височина. Има посока северозапад - югоизток и в югоизточното ѝ подножие е село Дупяк (Диспилио). През седловината Рупата в северната ѝ част граничи с Черната планина. В планината са разположени пещерите Духло и Диминишката пещера, както и руините на църквата „Свети Архангели“.
Георги Христов пише за Диминик:
| „ | На северозапад от полето се издигат от запад към изток два продълговати и скалисти хълма - Черната планина и Диминик. Една тесна падина разделя ги един от друг. Между коритата на р. Бистрица и Костурското езеро, откъдето хълмовете имат изглед на малки планини, под връх Бигла планината спуща към югоизток ниска седловина, която постепенно се издига и стига билото на хълма Черната планина на най-ниския му пункт. Под него полето се вдига и образува нещо като залив, по североизточния бряг на който шосето Хрупища - Костур прави завой и излиза на билото до същия пункт. Хълмовете се спущат към вси страни стръмно, поради което са мъчно проходими. Съставени са единия от лесно трошливи черни скали с груба неравна външност, другият от варовикови с приветен изглед, сякаш природните сили грижливо и равномерно дайствували и действуват, за да не набръчкат и огрознят повърхнината му. Уединени, не са ли те върхове на някогашен хлътнал терен? | “ |